# بورسيراوية
البورسيراوية (الاسم العلمي:Bursereae) هي قبيلة من النباتات تتبع الفصيلة البخورية من رتبة الصابونيات.

## أجناس البورسيراوية
- اللبان
- البورسيرة
- البلسان